# Visdommens hus
Visdommens hus (arabisk: ‏بيت الحكمة: , Bayt al-Hikma) var et bibliotek og et akademi i Bagdad under den islamiske guldalder. Visdommens hus var dels en enestående videnskabelig bogsamling, der bevarede og videregav den viden, der tidligere var skabt af grækere, mesopotamiere, ægyptere og indere, dels et selvstændigt forskningscenter, hvor nogle af middelalderens store videnskabelige landvindinger blev skabt, bl.a. af matematikeren al-Khwarizmi. Huset spillede en hovedrolle i den banebrydende udvikling i arabisk matematik, der fandt sted i middelalderen.

## Historie
Visdommens hus blev grundlagt af abbasidekaliffen Harun al-Rashid; i hans regeringstid var interessen for græsk litteratur og videnskab stor i det abbasidiske kalifat.
Harun al-Rashid var personligt interesseret i poesi og videnskab, og under hans anden søn, kalif al-Mamun, kom Visdommens hus' glansdage. Blandt læresædets velgørere var Bagdads købmænd og mange militærpersoner. Ifølge en legende fik al-Mamun i en drøm besøg af Aristoteles. Samtalen i drømmen påvirkede den unge kalif så kraftigt, at han besluttede at fremme den videnskabelige forskning og tiltrække mange videnskabsmændtil sin by. I 832 udvidede han derfor biblioteket med en videnskabelig institution
Under al-Mamuns efterfølgere blomstrede studierne ved læresædet, og dets ry og indflydelse voksede. Den mutazilitiske skole indenfor islam dominerede hos kalifferne, men dette sluttede under kalif al-Mutawakkils tid ved magten, årene 847-861. Han fulgte en strengere religiøs retning og anså græsk filosofi og anden videnskab, som Visdommens hus beskæftigede sig med, som uislamisk. Læresædets fremtrædende rolle mindskedes derefter ligesom den videnskabsiver, som tidligere rådede i kalifatet. Ideen bag Visdommens hus blev dog efterhånden spredt til resten af den arabiske verden og inspirerede til oprettelsen af biblioteker og samlingssteder for lærde i en række byer. Blandt de mest indflydelsesrige blev huset i Cordoba i al-Andalus (Andalusien), som blev grundlagt i 900-tallet, huset i Cairo i Egypten, som blev grundlagt i 1000-tallet, og huset i Fez i det nuværende Marokko der blev opført i det 14. århundrede.
Visdommens hus blev ligesom resten af byen fuldstændig ødelagt under den mongolske belejring af Bagdad i 1258 på ordre af Hulagu khan, og intet af læresædet er tilbage i dag. Det lykkedes imidlertid matematikeren og filosoffen Nasir al-Din al-Tusi at bjærge over 400.000 tekster, som han fik med sig til Maragha-observatoriet i Persien.

## Forskning og uddannelse
Foruden et bibliotek var Visdommens hus også et centrum for tidlig middelaldervidenskab. Fremfor alt gjorde man den græske antiks videnskab kendt ved at oversætte vigtige bøger til arabisk. Antik litteratur blev studeret og oversat, også fra middelalderkinesisk, gammelpersisk, sanskrit og syrisk. Et forbillede var Gundishapur-akademiet, som var et vigtigt lærested i senantikkens Persien. Visse bøger tilfaldt kalifatet som krigsbytte. For eksempel skal den antikke græske astronom Klaudios Ptolemaios' værk Almagest være blevet overleveret af Det Byzantinske Rige som del af en fredsaftale.
En af de fremmeste oversættere var den kristne læge Hunayn ibn Ishaq, som personligt blev udnævnt af kaliffen. Der var ofte halvfems personer, som her arbejdede med oversættelsesarbejdet, for det meste fra græsk til arabisk. Man oversatte alt, man kom over af antikkens litteratur af videnskabelig og filosofisk art, blandt andet Galen, Hippokrates, Platon, Aristoteles og Arkimedes. Under Hunayn ibn Ishaqs ledelse udviklede man en teknik med konceptuel fremfor ordret oversættelse. Også hans søn Ishaq ibn Hunayn virkede som oversætter her, sammen med blandt andet matematikeren og astronomen Thabit ibn Qurra. En anden kendt person knyttet til Visdommens hus var Muhammad ibn Mūsā al-Khwārizmī (al-Khwarizmi), der har en plads blandt de største matematikere i historien ved siden af Arkimedes og Brahmagupta. Han skrev en berømt bog om "den indiske regnemåde", som præsenterede decimalsystemet for den vestlige verden, og et endnu mere berømt værk, på latin kaldet Liber algebrae et Almucabola, hvormed han grundlagde den videnskabelige matematiske disciplin algebra.
Læresædet spillede en større rolle i Bagdad end som rent akademisk centrum. Embedsmænd, ingeniører, arkitekter, læger og rådgivere blev uddannet der og ofte i mere end en disciplin.